# Futbol als Estats Units

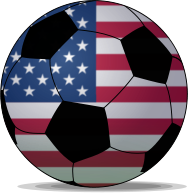

El futbol o soccer als Estats Units és organitzat per la Federació de Futbol dels Estats Units (U.S. Soccer).
Segons diverses enquestes, el futbol és el quart esport en popularitat al país, per darrere de futbol americà, basquetbol i beisbol, superant l'hoquei sobre gel el 2006.
Al voltant de 24,4 milions de persones juguen a futbol al país. Hi ha més de 4 milions de jugadors afiliats i 9.000 clubs. A 2012, El 30% de les cases del país tenen almenys un membre que juga a futbol, és el segon esport només superat pel beisbol.
La Major League Soccer (MLS) és la principal lliga del sistema de lligues de futbol dels Estats Units i el Canadà. Està supervisada per la Federació de Futbol dels Estats Units (U.S. Soccer), que és membre de la FIFA. Està integrada per 24 equips en dues conferències, Conferència Est i Conferència Oest. La temporada s'inicia al març i s'acaba al desembre. Cada equip juga 34 partits durant la temporada regular. El campió de la temporada regular rep l'Escut dels seguidors de l'MLS (MLS Supporters' Shield). Els 14 millors equips classificats en la temporada regular es classifiquen per al torneig d'eliminació directa denominat MLS Cup Playoffs que finalitza amb el partit final de la Copa MLS.
El 2019 l'MLS va anunciar la seva futura expansió fins als 30 equips. Amb una assistència mitjana de més de 20.000 espectadors per partit, l'MLS té la tercera assistència mitjana més alta de qualsevol lliga d'esports dels Estats Units després de l'NFL i l'MLB, i és la setena lliga de futbol professional amb l'assistència mitjana més alta del món.

## Història

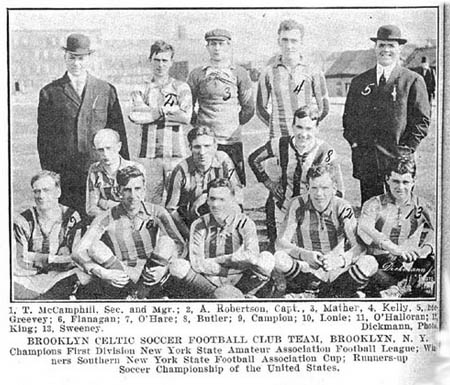
Brooklyn Celtic el 1914.

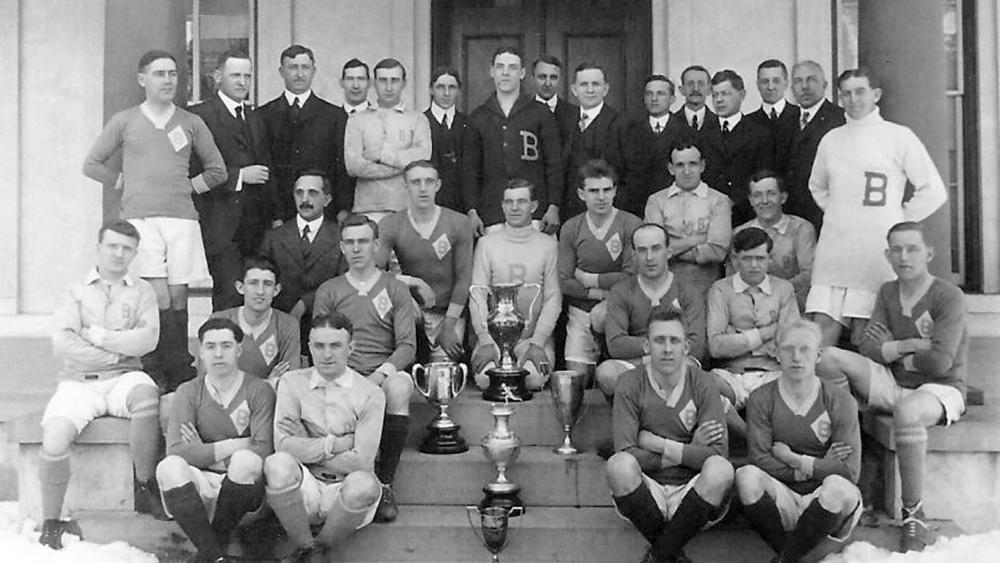
Bethlehem Steel Soccer Club el 1915.

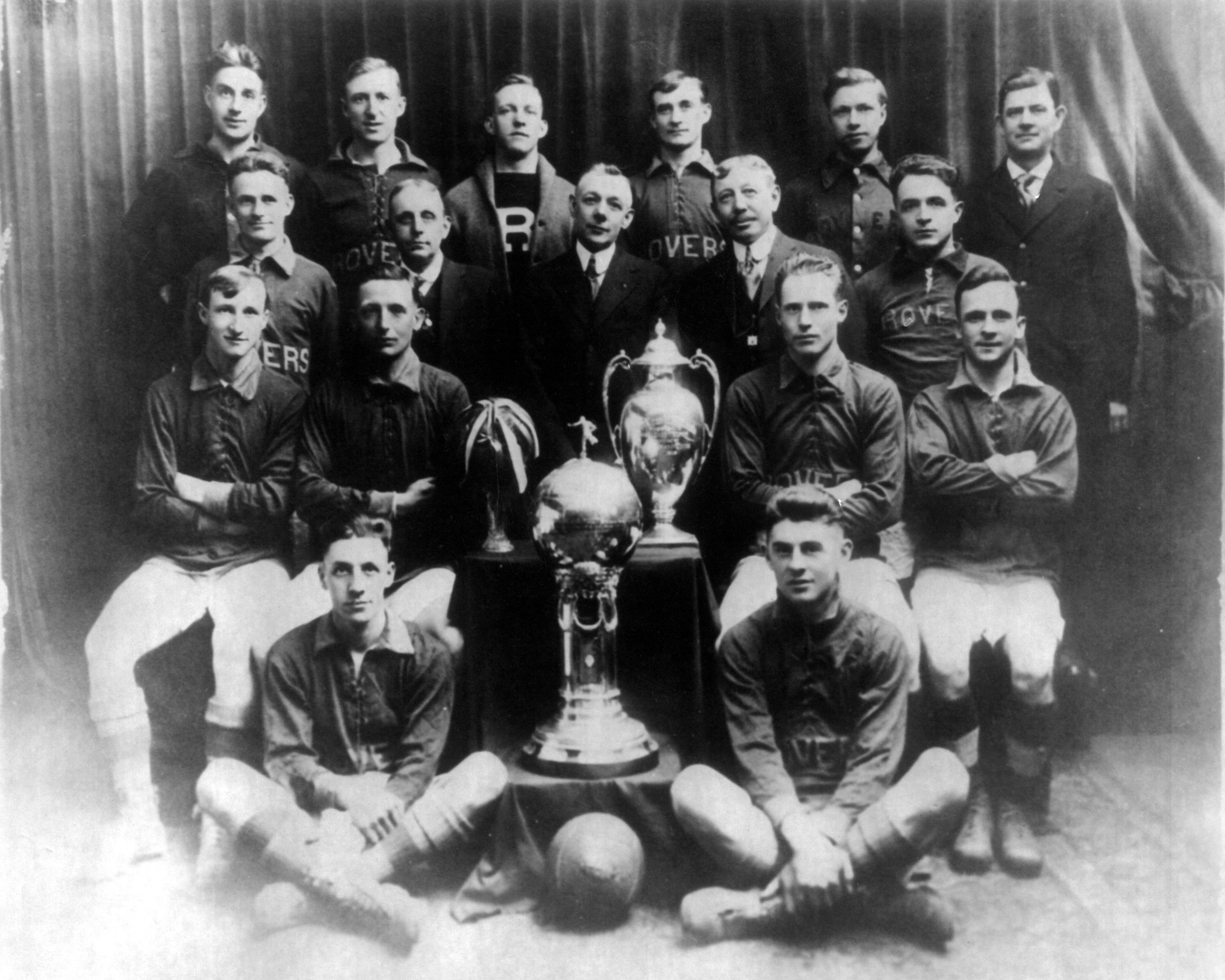
Fall River Rovers el 1917.

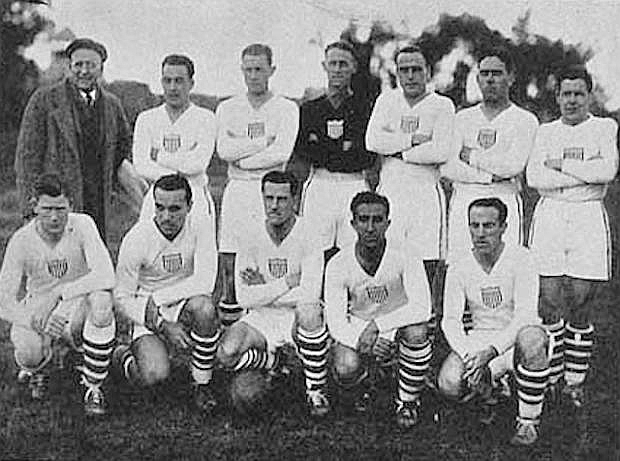
Selecció dels Estats Units que participà en el Mundial de 1930.

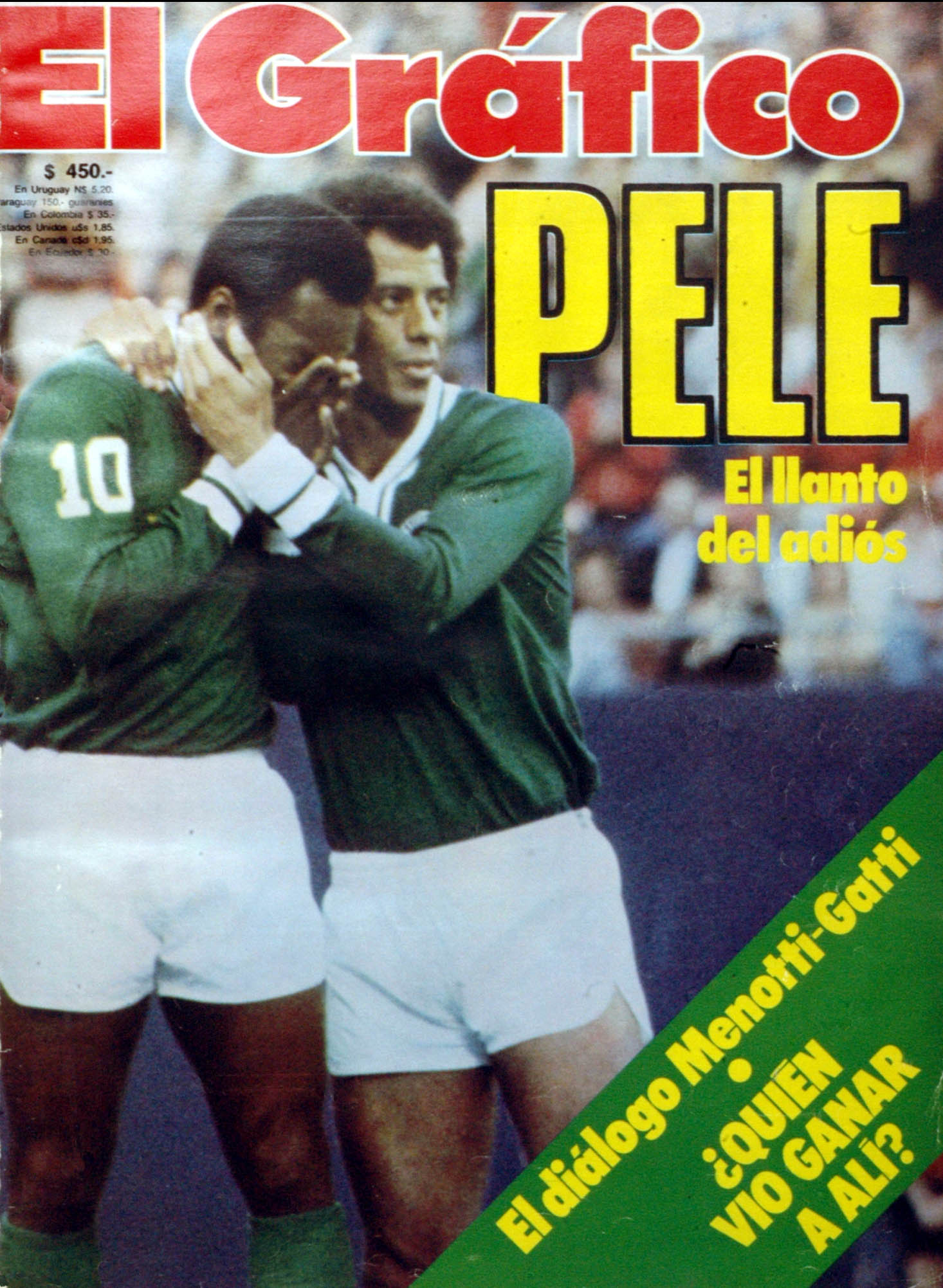
Pelé jugant al New York Cosmos.

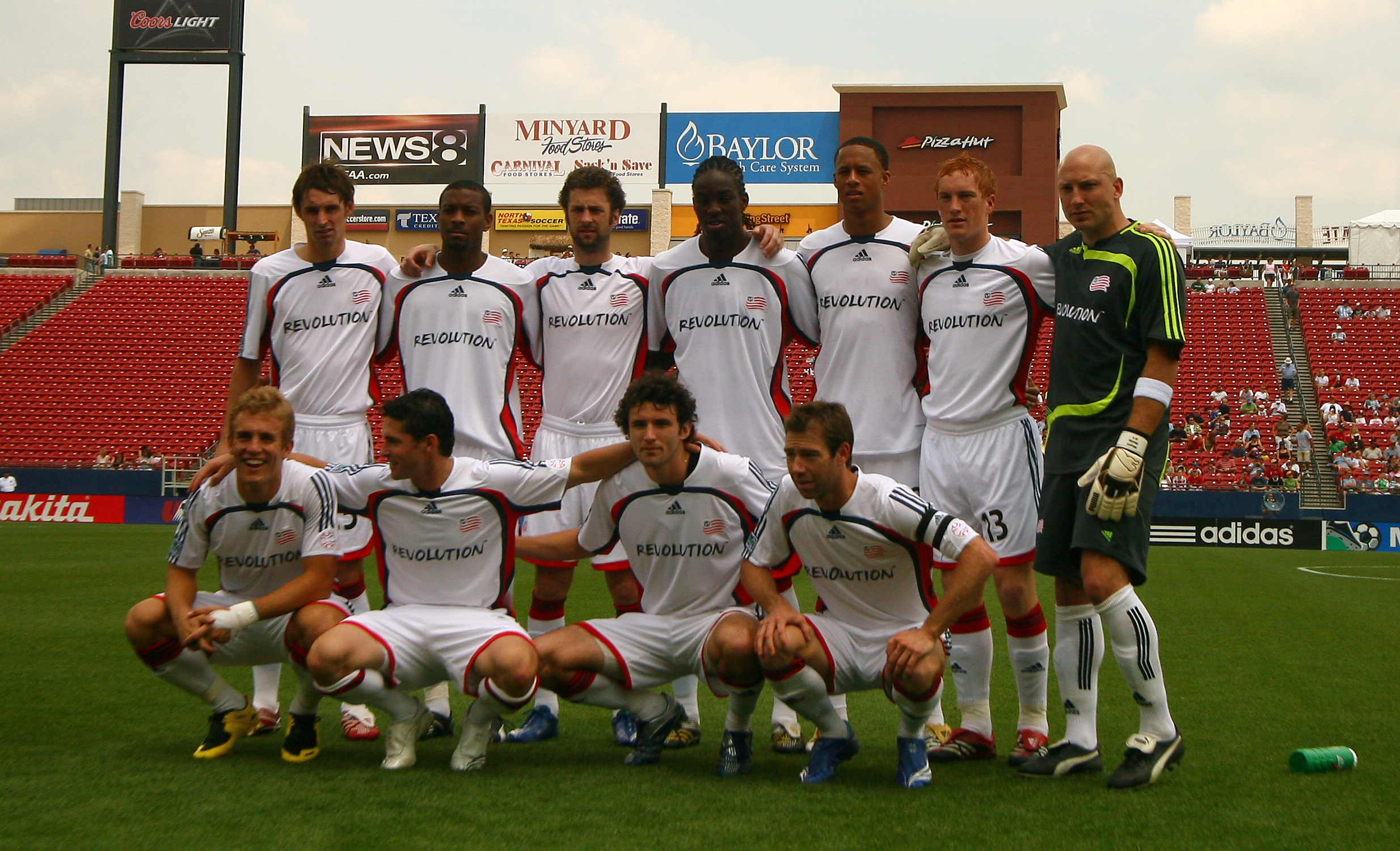
New England Revolution el 2007.

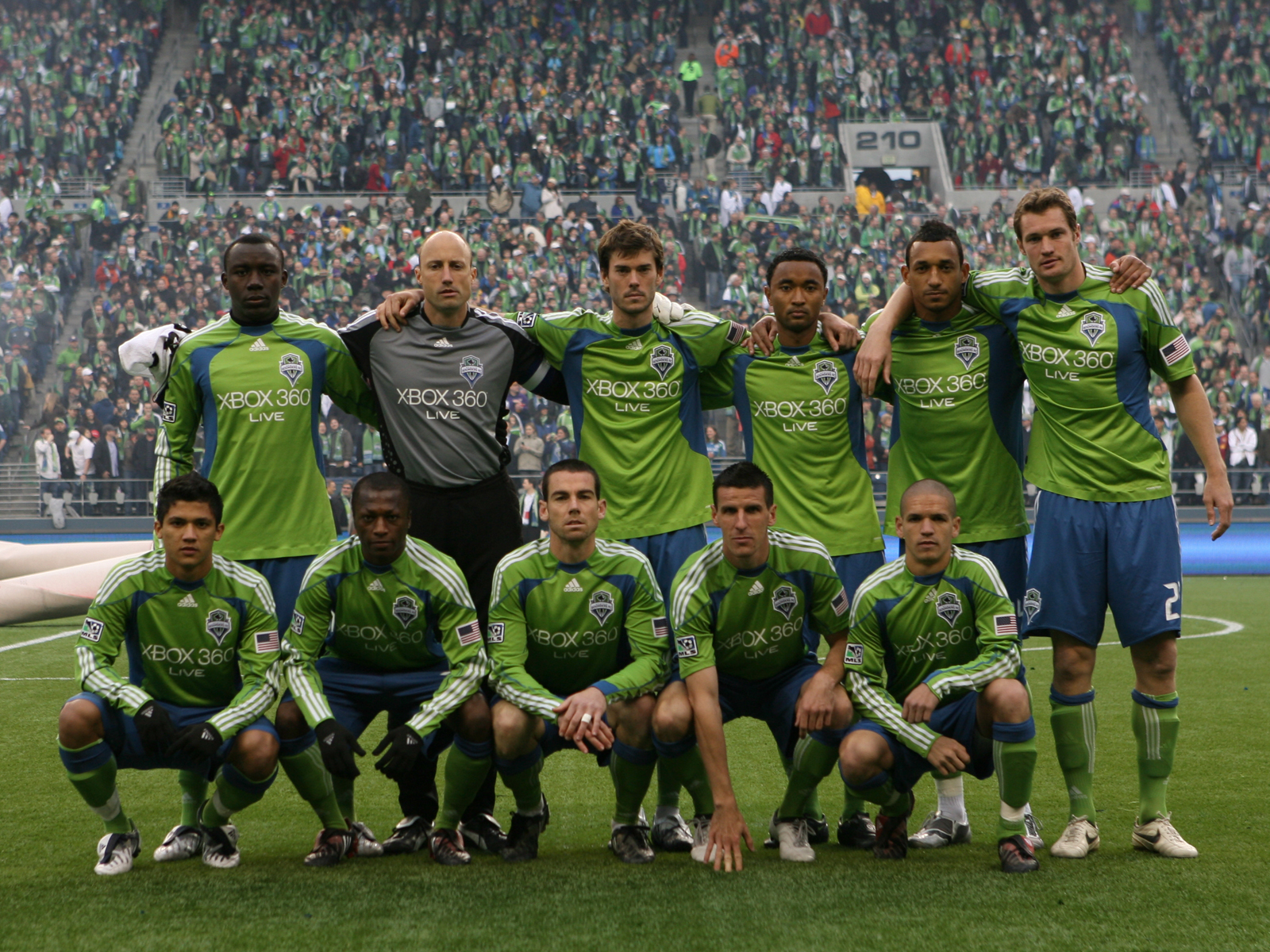
Seattle Sounders el 2009.

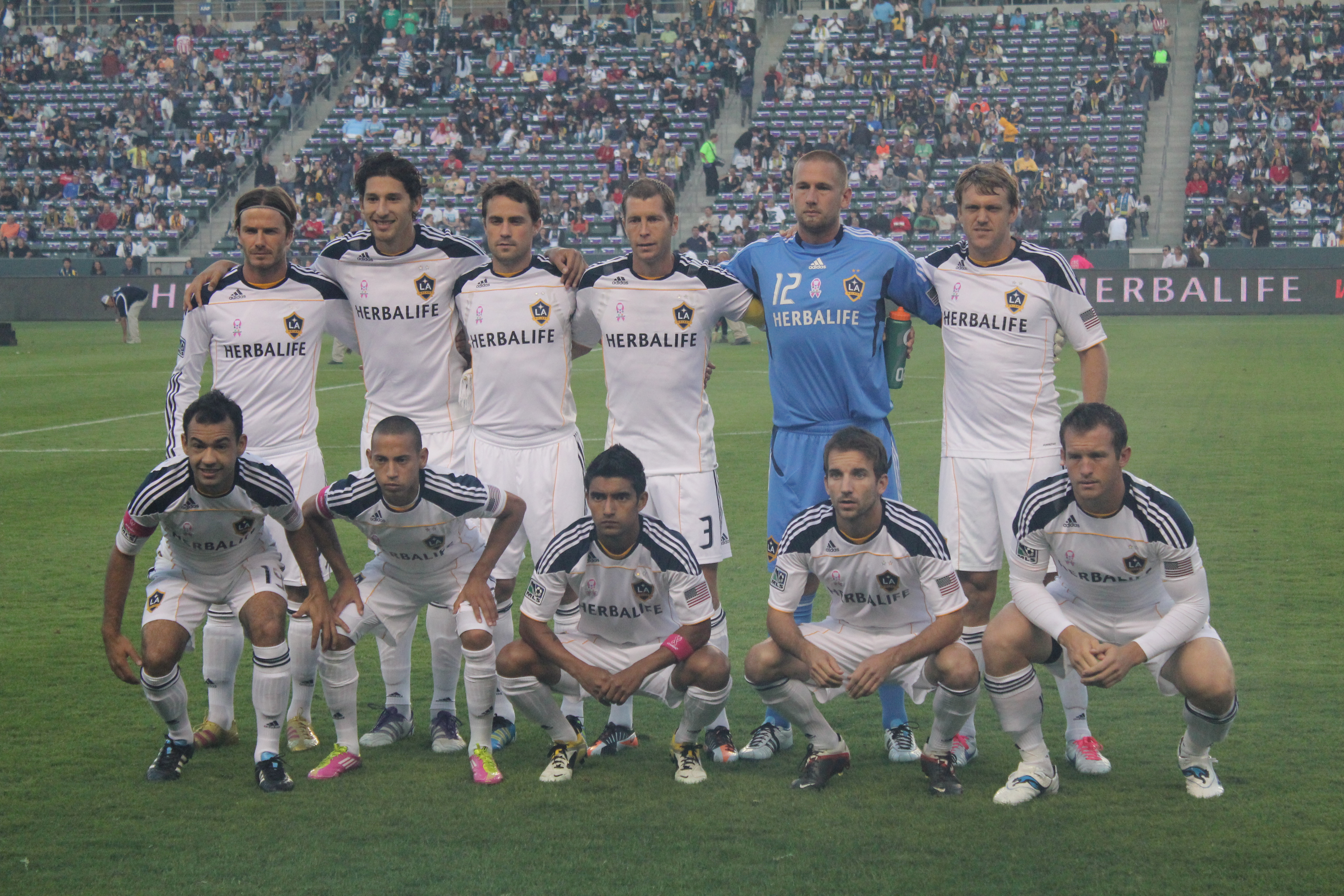
Los Angeles Galaxy el 2011.

### Origen i declivi: 1850s - 1930s
És difícil trobar les arrels del futbol modern als Estats Units. Algunes fonts situen l'entrada del futbol a través de l'Ellis Island a la dècada de 1860s. No obstant, recerques del 2013 han mostrat que el futbol entrà a través del port de Nova Orleans, per part d'immigrants irlandesos, anglesos, escocesos, italians i alemanys. Fou a Nova Orleans on es jugaren alguns dels primers partits de futbol als Estats Units.
L'Oneida Football Club (1862) és considerat el primer club de futbol associació als Estats Units, però encara hi ha debat sobre quines regles utilitzaven i acabà desapareixent en pocs anys. Segons l'Encyclopædia Britannica, el club sovint és considerat com l'inventor del "joc de Boston", que permetia als jugadors llançar una pilota rodona al terra, recollir-la i córrer amb ella.
Els primers exemples d'organismes rectors en l'esport van començar el 1884 quan es va crear l'Associació Americana de Futbol (American Football Association-AFA). L'AFA buscava estandarditzar les regles dels equips de futbol locals ubicats al nord-est dels Estats Units, especialment al nord de Nova Jersey i al sud de l'estat de Nova York. El 1886, l'AFA es va estendre la seva influència a Pennsilvània i Massachusetts.
Un any després de la seva fundació, l'AFA va organitzar la primera competició de copa en la història del futbol americà, coneguda com a Copa Americana. Durant la primera dotzena d'anys, els clubs de Nova Jersey i Massachusetts van dominar la competició. No fou fins al 1897 que un club de fora d'aquests dos estats guanyà la Copa d'Amèrica. Philadelphia Manz va portar el títol a Pennsilvània per primera vegada. A causa de conflictes dins de l'AFA, la copa es va suspendre el 1899 i no es va reprendre fins al 1906.
Les primeres lligues de futbol als Estats Units van utilitzar principalment el nom de "futbol", per exemple: l'AFA (fundada el 1884), l'American Amateur Football Association (1893), l'American League of Professional Football (1894), la National Association Football League (1895) i la Southern New England Football League (1914). La confusió comuna entre els termes futbol americà i el futbol associació van conduir finalment a un ús més generalitzat del terme "soccer" pel que fa al futbol associació. Originalment vist com un terme d'argot britànic per a "associació", l'ús del mot "soccer" va començar a aparèixer a finals dels anys 1910 i principis dels anys 1920. Un exemple notable va ser l'American Soccer League (ASL), que es va formar el 1919. L'òrgan rector de l'esport als Estats Units no va tenir la paraula "soccer" en el seu nom fins a 1945 quan es va convertir en la United States Soccer Football Association. No va perdre el mot de "futbol" de la seva denominació fins al 1974, quan es va convertir en la United States Soccer Federation, sovint essent simplement anomenada U.S. Soccer.
L'octubre de 1911, es va crear un nou organisme rector, l'American Amateur Football Association (AAFA). L'associació es va estendre ràpidament fora del nord-est i va crear la seva pròpia copa el 1912, la Copa Americana de Futbol Amateur.
Els conflictes amb l'AFA van portar a un moviment per crear un veritable organisme nacional per supervisar el futbol americà. El 1913, tant l'AAFA com l'AFA van sol·licitar l'adhesió a la FIFA, l'òrgan de govern internacional del futbol. Aprofitant el fet de ser l'organització de futbol més antiga i l'estatus de la Copa Americana, l'AFA va argumentar que hauria de ser l'organisme reconegut a nivell nacional. Posteriorment, un any més tard, l'AAFA va guanyar la partida sobre l'AFA quan diverses organitzacions de l'AFA es van traslladar a l'AAFA.
El 5 d'abril de 1913, l'AAFA es va reorganitzar com la United States Football Association (USFA), actualment coneguda com la United States Soccer Federation. La FIFA li va concedir ràpidament una adhesió provisional i la USFA va començar a exercir la seva influència en l'esport. Això va portar a la creació de la National Challenge Cup, que encara existeix com la Lamar Hunt U.S. Open Cup. La nova competició va créixer ràpidament per eclipsar la Copa Americana. No obstant això, ambdues copes es van jugar simultàniament durant els següents deu anys. La competència va arribar fins al 1924 quan la USFA va crear la National Amateur Cup. Això va significar la mort de la Copa Americana, que va celebrar la seva darrera edició el 1924.
La "guerra del futbol" entre USFA i l'ASL, combinat amb l'aparició de la Gran Depressió de 1929, va provocar la desaparició de l'ASL el 1933, que provocà que el futbol entrés en un llarg període de foscor. Malgrat això, la selecció nacional de futbol va competir en les dues primeres Copes del Món de la FIFA, aconseguint classificar-se per a les semifinals del primer torneig i classificant-se per la Copa del Món d'Itàlia, on l'equip nord-americà va ser eliminat en el primer partit pels més tard campions del món, Itàlia. Malgrat viure un període de crisi, la selecció dels Estats Units encara va participar en el Mundial de 1950, on guanyà contra pronòstic a la selecció d'Anglaterra per 1-0.

### Renaixement i creixement: 1960s - 2010s
El futbol universitari va rebre un fort impuls quan la NCAA creà una competició, que s'inicià l'any 1959 i que fou guanyada en la seva primera edició per la Saint Louis University.
Dues lligues professionals van ser creades el 1967, la United Soccer Association i la National Professional Soccer League, les quals es fusionaren un any més tard per formar la North American Soccer League. La NASL gaudí d'una significant popularitat quan New York Cosmos fitxà Pelé per jugar-hi tres temporades 1975-77. Durant aquests anys el club reuní multituds de fins a 60.000 espectadors en deu ocasions, i 70,.000 persones set cops. No obstant, a la dècada de 1980, la NASL declinà i desaparegué el 1984. Aquests anys augmentà en popularitat el futbol indoor, amb la pròpia NASL i la Major Indoor Soccer League.
També començà a créixer en popularitat el futbol universitari, destacant-ne el futbol femení. Dels 100.000 jugadors de futbol afiliats el 1967 es passà a més de 4 milions el 1984.
Als Jocs Olímpics d'Estiu de 1984 a Los Angeles, s'arribaren a assolir multituds de 100.000 espectadors a l'Estadi Rose Bowl de Pasadena. Aquest nombre d'espectadors foren un factor determinant perquè la FIFA els atorgués la celebració de la Copa del Món de 1994. L'interès pel futbol era en augment i el 1996 es decidí la creació d'una nova competició professional, la Major League Soccer.

### Lligues de futbol als Estats Units
Fonts:
| Lliga                                    | Abreviatura | Fundació | Dissolució | Tipus                                        |
| ---------------------------------------- | ----------- | -------- | ---------- | -------------------------------------------- |
| American League of Professional Football | ALPF        | 1894     | 1894       | professional                                 |
| National Association Football League     | NAFL        | 1895     | 1921       |                                              |
| American Soccer League I                 | ASL         | 1921     | 1933       | professional                                 |
| International Soccer League I            | ISL         | 1926     | 1926       |                                              |
| American Soccer League II                | ASL         | 1933     | 1983       |                                              |
| North American Soccer Football League    | NASFL       | 1946     | 1947       |                                              |
| International Soccer League II           | ISL         | 1960     | 1965       | professional                                 |
| United Soccer Association                | USA         | 1967     | 1967       | professional                                 |
| National Professional Soccer League I    | NPSL        | 1967     | 1967       | professional                                 |
| North American Soccer League I           | NASL        | 1968     | 1984       | professional, outdoor i indoor               |
| Major Indoor Soccer League I             | MISL        | 1978     | 1992       | indoor                                       |
| United Soccer League I                   | USL         | 1984     | 1985       | professional                                 |
| National Professional Soccer League II   | NPSL        | 1984     | 2001       | professional, indoor                         |
| Western Soccer Alliance                  | WSA         | 1985     | 1988       | professional                                 |
| Lone Star Soccer Alliance                | LSSA        | 1987     | 1992       |                                              |
| United Soccer Leagues                    | USL         | 1986     |            | diverses categories professionals i amateurs |
| American Soccer League III               | ASL         | 1988     | 1989       | professional                                 |
| Western Soccer League                    | WSL         | 1989     | 1989       | professional                                 |
| American Professional Soccer League      | APSL        | 1990     | 1994       | professional                                 |
| Continental Indoor Soccer League         | CISL        | 1993     | 1997       | professional, indoor                         |
| The A-League                             | A-League    | 1995     | 2004       | professional, segona categoria               |
| Major League Soccer                      | MLS         | 1996     |            | professional                                 |
| Eastern Indoor Soccer League             | EISL        | 1997     | 1998       | professional, indoor                         |
| World Indoor Soccer League               | WISL        | 1998     | 2001       | indoor                                       |
| Major Indoor Soccer League II            | MISL        | 2001     | 2008       | professional, indoor                         |
| American Indoor Soccer League            | AISL        | 2003     | 2008       | indoor                                       |
| Xtreme Soccer League                     | XSL         | 2008     | 2009       | indoor                                       |
| Major Indoor Soccer League III           | MISL        | 2008     | 2014       | professional, indoor                         |
| North American Soccer League II          | NASL        | 2011     | 2017       | professional, segona categoria               |

## Competicions

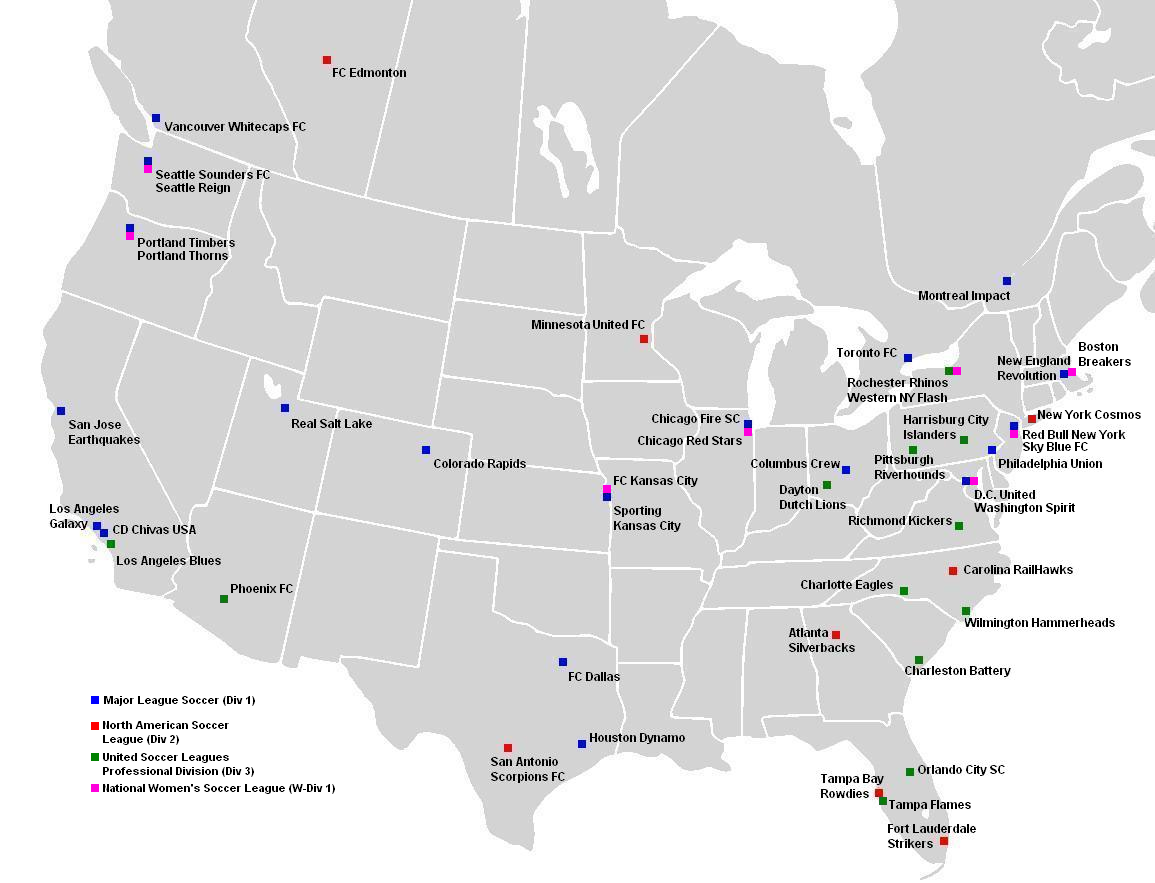
Clubs professionals als Estats Units i el Canadà el 2013.

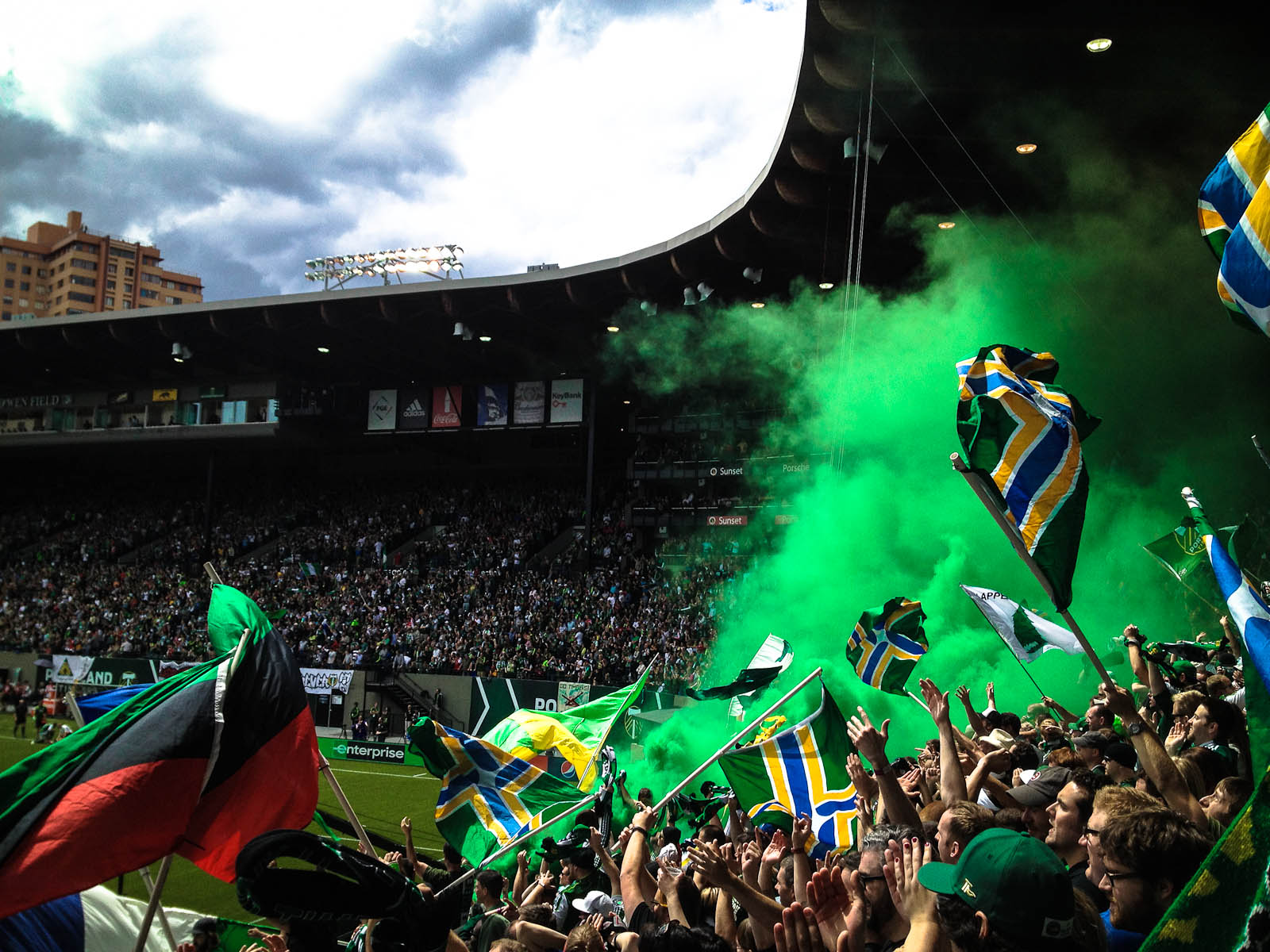
Seguidors de Portland Timbers.

La màxima competició de futbol als Estats Units és la Major League Soccer, que començà a disputar-se el 1996 amb 10 equips, i que s'expandí fins als 24 el 2018 (21 dels Estats Units i 3 del Canadà). La temporada es disputa entre març i desembre. El campió de la fase regular guanya el Supporters' Shield i el campió de la post-temporada guanya la MLS Cup. Amb una mitjana d'espectadors de 20.000 per partit, la MLS és la tercera lliga americana en espectadors, per darrere de la National Football League (NFL) i la Major League Baseball (MLB), i la setena lliga de futbol a nivell mundial.
La primera lliga professional fou creada a continuació de l'èxit de la Copa del Món de 1999 amb la creació de la Women's United Soccer Association (WUSA, 2001-2003), que reuní estrelles com Mia Hamm, Michelle Akers i Brandi Chastain. La lliga successora fou la Women's Professional Soccer (WPS, 2009-2012). El 2012 es creà la National Women's Soccer League (NWSL).

### Resum
- Major League Soccer (primera divisió)
  - Escut dels seguidors de l'MLS
  - Copa MLS
- USL Championship (segona divisió)
- North American Soccer League (2011) (segona divisió)
- USL League One (tercera divisió)
- National Women's Soccer League (primera divisió femenina)

- Copa:
  - Lamar Hunt U.S. Open Cup

## Principals clubs
Principals clubs per palmarès a la MLS:
- Los Angeles Galaxy
- D.C. United
- Houston Dynamo
- Sporting Kansas City
- San Jose Earthquakes
- Chicago Fire
- Colorado Rapids
- Real Salt Lake
- Columbus Crew
- Seattle Sounders FC
- Toronto FC
- Portland Timbers
- Atlanta United FC
- New England Revolution
- New York Red Bulls
- FC Dallas

## Jugadors destacats
Font:
Des de 1920
- Archie Stark
- Andy Auld

Des de 1930
- Aldo Donelli
- Jimmy Gallagher
- Billy Gonsalves
- George Moorhouse
- Bert Patenaude

Des de 1940
- Frank Borghi
- Charlie Colombo
- Joe Gaetjens

Des de 1950
- Walter Alfred Bahr
- John Souza

Des de 1970
- Rick Davis
- Juli Veee

Des de 1980
- Paul Caligiuri
- Hugo Pérez
- Tab Ramos

Des de 1990
- Jeff Agoos
- Marcelo Balboa
- Thomas Dooley
- John Harkes
- Kasey Keller
- Alexi Lalas
- Tony Meola
- Joe-Max Moore
- Ernie Stewart
- Eric Wynalda

Des de 2000
- Carlos Bocanegra
- Landon Donovan
- Brad Friedel
- Cobi Jones
- Brian McBride
- Eddie Pope
- Claudio Reyna

Des de 2010
- DaMarcus Beasley
- Michael Bradley
- Clint Dempsey
- Tim Howard

## Principals estadis

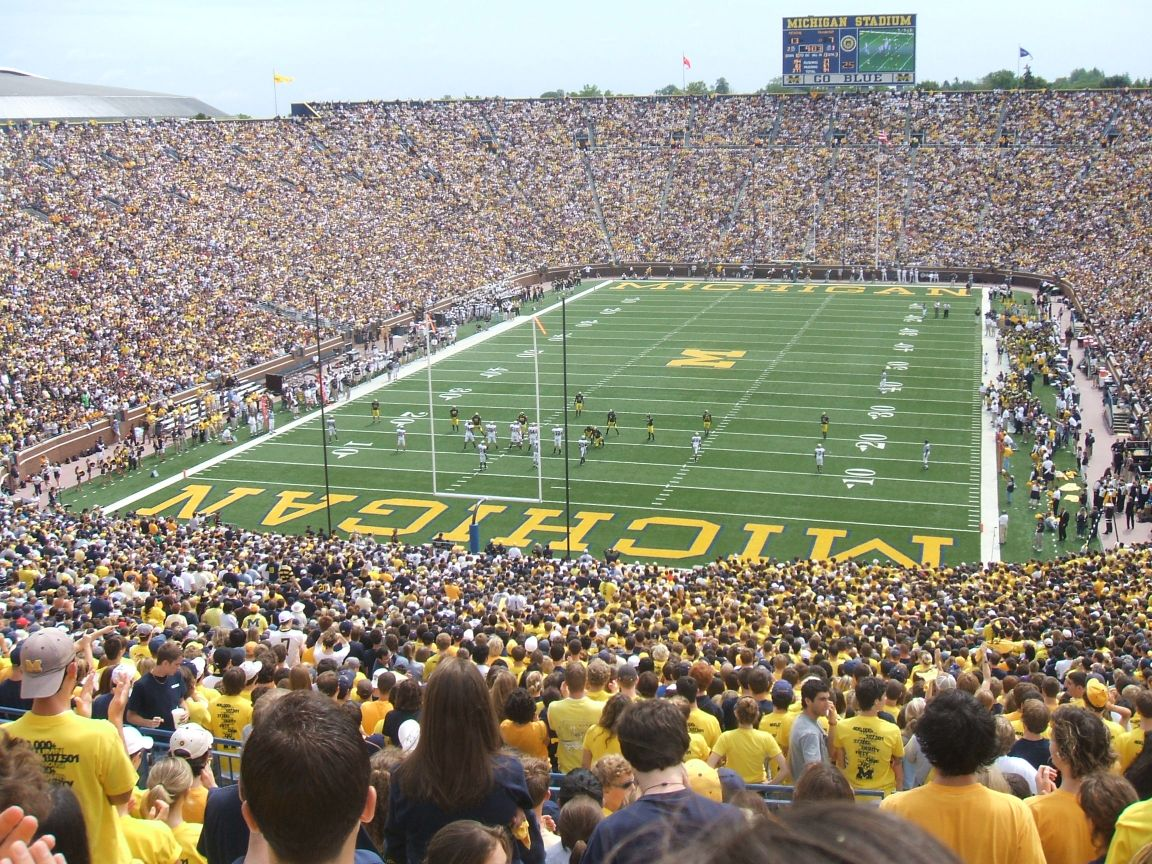
Michigan Stadium.

| #  | Estadi           | Capacitat | Ciutat                     | Inauguració |
| -- | ---------------- | --------- | -------------------------- | ----------- |
| 1. | Michigan Stadium | 107.601   | Ann Arbor, Michigan        | 1927        |
| 2. | Beaver Stadium   | 106.572   | State College, Pensilvania | 1960        |
| 3. | Ohio Stadium     | 104.944   | Columbus, Ohio             | 1922        |
| 4. | Kyle Field       | 102.512   | College Station, Texas     | 1927        |
| 5. | Neyland Stadium  | 102.455   | Knoxville, Tennessee       | 1921        |
| 6. | Tiger Stadium    | 102.321   | Baton Rouge, Louisiana     | 1924        |